# Amblyceps laticeps
Amblyceps laticeps es una especie de pez de la familia Amblycipitidae en el orden de los Siluriformes.

## Morfología
- Los machos pueden llegar alcanzar los 4,2 cm de longitud total.
- Número de  vértebras: 41-43.[2][3]

## Hábitat
Es un pez de agua dulce y de clima tropical.

## Distribución geográfica
Se encuentran en Asia: Bangladés y la India.